# Йоан Владислав
Йоа̀н Владисла̀в, често споменаван в съвременни източници и като Ива̀н Владисла̀в, е цар на България от август или септември 1015 до февруари 1018 г., след кратък период междуцарствие, настъпило след смъртта на братовчед му Гаврил Радомир.

## Произход и възцаряване
Син на комитопул Арон и племенник на цар Самуил, Йоан Владислав е единственият оцелял след нареждането на Самуил да бъде убито семейството на Арон. Спасен е от братовчед си Гавраил Радомир (987 г.), който убеждава баща си да го пощади. През август 1015 г. става цар, след като (според Дуклянската летопис) убива Гавраил Радомир по време на лов. Според друго сведение убива жената на Гавраил Радомир и ослепява сина му. През 1016 г. убива и сръбския княз Йоан Владимир, васал и зет на цар Самуил.
Историците са разединени в оценките си за него. Някои считат, че се отдава на дребнавост и мъст, а други са на мнение, че се опитва да централизира аристокрацията на Българската държава, прилагайки крути мерки в съпротивата срещу Византия. Относно убийството на Йоан Владимир мненията също се разделят – от дребна мъст срещу Самуиловия зет до желание да спре въздигащата се Рашка като потенциален враг в тила. Оценките за Йоан Владислав не са еднозначни; византиецът Никита Хониат го нарича „тоя страшен Йоан“. Подобна е оценката на византийския философ и политик Михаил Псел – „непобедим неприятел и прехрабър Аарон“, който „държал на косъм съдбата на ромейската [византийската] държава“.

## На власт
Йоан Владислав се опитва да спре с всякакви средства византийското нашествие. Първоначално обявява, че е готов да приеме васалитет с цел да забави хода на военните действия. Василий обаче му изпраща убийци и когато не успява, настъпва с армия през Воден към Острово и Соск в късните дни на 1015 г. Той опустошава техните околности, както и Пелагонийското поле. Владислав веднага се изтегля в Преспа и я укрепва, изоставяйки Охрид. През това време Василий превзема българската столица и замисля да настъпи към Драч, но известие, че воеводата Ивац води сериозна кампания срещу византийската армия в Пелагийското поле, го кара да се върне назад към Мосинопол; междувременно той изпраща и два отряда към Сердика и няколко отряда към Струмица. Околностите на Сердика падат, сред тях е селището Бойон (Бояна), но не и самата Сердика; Струмица също остава в български ръце. Така завършва 1015 г.
След превземането на Охрид от Византия Владислав избира Битоля за главен град и я укрепва. По негово нареждане е изсечен Битолският надпис (1015 – 1016), в който се зове „българин по род“ и „самодържец български“ („блъгарінъ родомь“ и „самодрьжъцемь блъгарьскомь“). Предприема поход, за да върне Драч в пределите на България (1015 – 1016). Според Дуклянския презвитер Василий обещал Драч на Владислав, като награда за убийството на Гаврил Радомир, но не изпълнил обещанието си. През 1016 г. Йоан Владислав отблъсква византийците и те се оттеглят след 88-дневна неуспешна обсада на Перник.
През 1017 г. Василий търси помощ от русите и напада земите в Североизточна България, като превзема Преслав и дава на русите щедра компенсация. За да ги отблъсне, Йоан Владислав изпраща Кракра Пернишки при печенегите, които се опитва да привлече като съюзници срещу русите. Освен всичко друго Владислав планира с помощта на печенегите да превземе Солун. Начинанието се проваля поради „голямата алчност на печенегите“. В действителност обаче Василий се намесва с интриги и предотвратява опасността.
През есента на 1017 г. Йоан Владислав търпи поражение от Василий II в битката при Сетина. През февруари 1018 г. обсажда крепостта Драч, където е убит в последвалата битка от византийците, а по други сведения – чрез вътрешен заговор. Скоро след смъртта на Йоан Владислав България пада окончателно под византийска власт. Според някои сведения, за кратко за цар е коронясан синът му княз Пресиян II. Според други няма официална коронация, но Пресиян II се явява легитимният наследник и лидер на българската съпротива в албанските планини. След завладяването на България роднините и потомците на Йоан Владислав са изселени в Мала Азия и Армения.

## Брак и потомство
През 90-те години на X век за жени за Мария, от която има шест дъщери и шестима сина: (според френския историк и генеалог Криситян Сетиани Мария е дъщеря на цар Борис II (969-971))
- Пресиян II (* 997, Охрид, † 1061, Надмихай), владетел на България;
- Алусиан (* XI век, † сл. 1068), стратег на Теодосиополис (дн. Ерзурум), претендент за българския престол;
- Аарон (* X век, † XI век), пълководец, катепан на Васпуркан, управител на Иверия, дук на Едеса;
- Траян (* ок. 990; † 19 май 1038), княз;
- Радомир (* пр. 1019, сл. 1097, Битоля), патриций;
- неизвестен по име син;
- Екатерина († 1063), императрица на Византия като съпруга на Исак I Комин, от когото има син и дъщеря; монахиня Ксения;
- дъщеря, омъжена за Роман Куркуа, ослепен 1026 г. по обвинение в заговор срещу император Константин VIII;
- четири неизвестни дъщери

## Хипотеза за богомилството
Съществува хипотеза, че Йоан Владислав е бил активен поддръжник на богомилството и масалианството.

## Памет
На цар Йоан Владислав е наречена улица в квартал „Симеоново“ в София (Карта). Името на Йоан Владислав носи морският нос Цар Иван Владислав на остров Ръгед, Южни Шетландски острови, Антарктика.